# Diadenozin heksafosfatna hidrolaza (formira ATP)
Diadenozin heksafosfatna hidrolaza (formira ATP) (EC 3.6.1.61, Ndx1) je enzim sa sistematskim imenom P1,P6-bis(5'-adenozil)heksafosfat nukleotidohidrolaza (formira ATP). Ovaj enzim katalizuje sledeću hemijsku reakciju
(1) P1,P6-bis(5'-adenozil)heksafosfat + 2O {\displaystyle \rightleftharpoons } 2 ATP
(2) P1,P5-bis(5'-adenozil)pentafosfat + 2O {\displaystyle \rightleftharpoons } ATP + ADP
(3) P1,P4-bis(5'-adenozil)tetrafosfat + 2O {\displaystyle \rightleftharpoons } ATP + AMP
Za dejstvo ovog enzim je neophodno prisustvo dvovalentnih katjona (Mn2+, 2+, 2+, i Co2+).

## Literatura
- Nicholas C. Price; Lewis Stevens (1999). Fundamentals of Enzymology: The Cell and Molecular Biology of Catalytic Proteins (Third изд.). USA: Oxford University Press. ISBN 019850229X.
- Eric J. Toone (2006). Advances in Enzymology and Related Areas of Molecular Biology, Protein Evolution (Volume 75 изд.). Wiley-Interscience. ISBN 0471205036.
- Branden C; Tooze J. Introduction to Protein Structure. New York, NY: Garland Publishing. ISBN 0-8153-2305-0.
- Irwin H. Segel. Enzyme Kinetics: Behavior and Analysis of Rapid Equilibrium and Steady-State Enzyme Systems (Book 44 изд.). Wiley Classics Library. ISBN 0471303097.
- William P. Jencks (1987). Catalysis in Chemistry and Enzymology. Dover Publications. ISBN 0486654605.

## Spoljašnje veze
- Diadenosine+hexaphosphate+hydrolase+(ATP-forming) на 